# Plutonaster efflorescens
Plutonaster efflorescens is een kamster uit de familie Astropectinidae.
De wetenschappelijke naam van de soort werd, als Archaster efflorescens, in 1884 gepubliceerd door Edmond Perrier.